# 達爾瓦茲
達爾瓦茲（塔吉克語：Дарвоз，波斯語：درواز，arvāz /dæɾˈvɒːz/，英語：Darwaz, Darwoz, Darvoz），亦作达尔瓦斯，為中亞與阿富汗地區的區域與古代國家名稱，位於阿富汗與塔吉克邊境。達爾瓦茲在古代曾被稱為卡拉諾姆（Karranom），或馬希斯坦（مهستان，Mahistan）；達爾瓦茲這個名字則來自波斯語的「門」（دروازه, Darwaza），表示此區為進入帕米爾高原的必經之地，但這個名稱直到九世紀才出現。波斯帝國在西元前四世紀征服了現今的達爾瓦茲地區，隨後又被馬其頓帝國、巴克特里亞王國、貴霜王朝、嚈噠人、突厥人所統治。阿拉伯人在八世紀初期來到此處，但隨著伍麥亞王朝傾覆，阿拔斯王朝分裂，達爾瓦茲又轉入本地人所建立的王朝統治，包含塔希爾王朝、薩曼王朝、加兹尼王朝、古爾王朝等。
蒙古人在13世紀席捲了整個中亞，達爾瓦茲地區也未得倖免，被歸入察合臺汗國的管轄之下，當察合臺汗國在14世紀陷入紛爭時，達爾瓦茲的地方領袖逐步自立，但隨即又臣服於帖木兒王朝的統治。帖木兒王朝在16世紀時因長期內亂與烏茲別克人入侵而衰亡，位置偏遠的達爾瓦茲獲得了更高的獨立性，並與帕米爾高原周邊的其他小國相互攻擊，如巴達赫尚、瓦罕等，直到布哈拉埃米爾國在1878年入侵並征服此區為止；其末代統治者阿布法伊茲·汗（Abulfayz Khan）流亡至阿富汗。達爾瓦茲的首都為洪布堡，統治阿姆河上游兩岸一帶。
1895年，俄國與英國、阿富汗達成協議，將阿姆河南岸的原達爾瓦茲領土移交給阿富汗；留在北岸的領土則隨著俄羅斯帝國崩潰，在蘇聯時期被劃入塔吉克蘇維埃社會主義共和國的加爾姆州。加爾姆州於1955年取消後，此地改由戈爾諾-巴達赫尚自治州管轄，在塔吉克獨立後仍是，並分為达尔瓦兹县、塔維爾達拉縣、万季县三县，原首都洪布堡也仍然是該地區的首府。
被劃入阿富汗的達爾瓦茲南部則被歸入巴達赫尚省，分屬达尔瓦兹县、哈汉县、庫夫阿卜縣三县，與塔吉克的達爾瓦茲北部之間築有「塔吉克─阿富汗友誼橋」相接，該橋樑於2004年7月正式通車。阿富汗达尔瓦兹县在2005年時被拆分为上达尔瓦兹县、下达尔瓦兹县和謝凱縣。